# Nacionalismo aranés

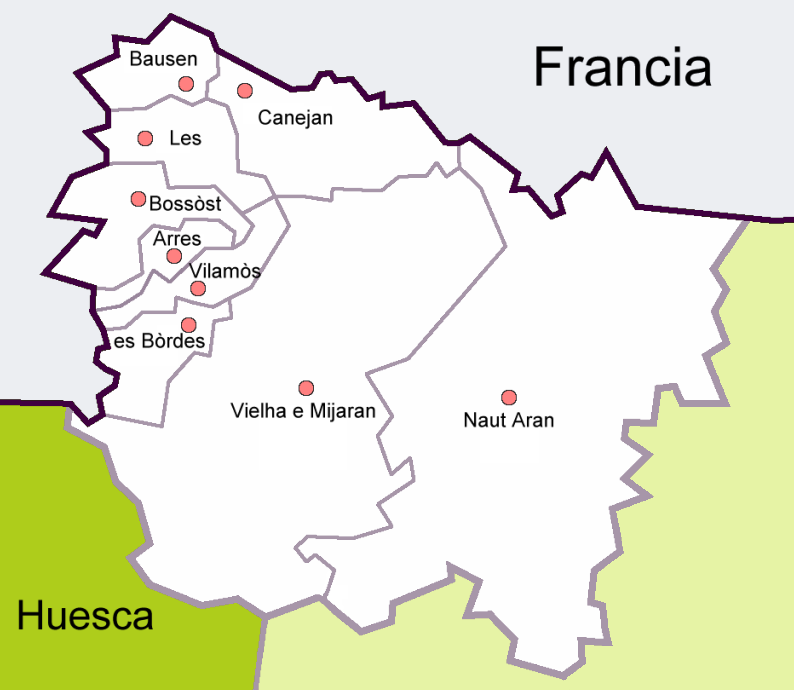
Municipios del Valle de Arán.

El nacionalismo aranés es una corriente política que reivindica la creación de un pacto de libre unión de este valle con respecto a Cataluña.
El fundamento es sobre la base de una lengua, el aranés, una cultura, y una identidad del Valle de Arán diferente a la catalana.

## Actualidad
Hoy en día cuenta con una asamblea propia, denominada Consejo General de Arán que ha reclamado a la Generalidad de Cataluña ser reconocida como realidad nacional.
El Consejo General de Arán aprobó por unanimidad en 2005 un documento en el que solicitaba que el nuevo estatuto de autonomía de la comunidad catalana  estableciera un pacto de libre unión de Arán con Cataluña.
El 21 de enero de 2015 el Parlamento de Cataluña aprobó con la única abstención de Ciudadanos – Partido de la Ciudadanía una ley para proteger la identidad y la cultura aranesas y aumentar las competencias del Consejo General de Arán. En esta ley se reconoce la «realidad nacional occitana» del Valle de Arán.«Ley 1/2015, de 5 de febrero, del régimen especial de Arán». Boletín Oficial del Estado (54). 4 de marzo de 2015. ISSN 0212-033X. BOE-A-2015-2294.

## Movimientos políticos aranesistas
Los partidos que han reclamado el reconocimiento a la Generalidad de Cataluña de la realidad nacional para el Valle de Arán son:
- Unitat d'Aran (asociados con Partit dels Socialistes de Catalunya mediante Candidatura de Progrés)
- Convergència Democràtica Aranesa
- Aran Amassa (Fusión de Corròp e Izquierda Republicana Occitana. Asociados a Candidatura de Unidad Popular, Esquerra Unida i Alternativa y Som Alternativa)
- Partido Renovador de Arties-Garòs (Alto Arán. Anteriormente asociados al ya mencionado Unitat d'Aran)

Los movimientos pueden llegar a reclamar el derecho a la autonomía aranesa sobre la base de los derechos nacionales que otorga su cultura propia, y su estatus diferencial en Cataluña.

## Simbología

Bandera propia del Valle de Arán.

El Valle de Arán cuenta con un himno nacional propio, llamado Montanhes araneses y una bandera basada en la bandera tradicional de Occitania.

## Resultados electorales
En las siguientes tablas se muestran los resultados electorales según el tipo de elecciones. Solo aparecen los resultados relativos a las municipales porque son las únicas donde se han presentados los partidos nacionalistas con listas propias.
| Fecha            | Votos UA-PNAa | %     | C. | Votos CDA | %     | C. | Votos ERO | % | C. | Votos total | %     | Concejales |
| ---------------- | ------------- | ----- | -- | --------- | ----- | -- | --------- | - | -- | ----------- | ----- | ---------- |
| Municipales 1991 | 1.090         | 28,57 | 15 | 2.137     | 56,02 | 32 |           |   |    | 3.227       | 84,59 | 47         |
| Municipales 1995 | 1.202         | 28,02 | 15 | 1.537     | 35,83 | 26 |           |   |    | 2.739       | 63,85 | 41         |
| Municipales 1999 | 1.394         | 31,29 | 18 | 1.894     | 42,51 | 28 |           |   |    | 3.288       | 73,80 | 46         |
| Municipales 2003 | 2.101         | 42,97 | 24 | 2.061     | 42,15 | 25 |           |   |    | 4.162       | 85,12 | 49         |
| Municipales 2007 | 2.276         | 46,98 | 27 | 2.009     | 41,47 | 27 |           |   |    | 4.285       | 88,45 | 54         |
| Municipales 2011 | 2.043         | 41,65 | 25 | 2.325     | 47,40 | 32 |           |   |    | 4.368       | 89,05 | 57         |